# Membres de l'Ordre national du Québec, par ordre alphabétique O
L'article contient une liste des membres de l'Ordre national du Québec. En 2011, il y a 810 personnes en tout qui font partie de cet ordre.
| \| Listes des membres de l'Ordre national du Québec \|            |
| A B C D E F G H I J K L M N O P Q R S T U V W X Y Z Non canadiens |
| Listes des membres de l'Ordre national du Québec                  |

| Nom                    | Grade      | Année | Occupation                                                    |
| Claire Oddera          | Chevalière | 2002  | fondatrice de La boîte à Clairette                            |
| Marianna O'Gallagher   | Chevalière | 1998  | historienne de l'Irlande                                      |
| Huguette Oligny        | Officière  | 1999  | comédienne                                                    |
| Émile Ollivier         | Chevalier  | 1993  | auteur d'origine haïtienne                                    |
| Jean O'Neil            | Chevalier  | 1998  | écrivain et journaliste                                       |
| Louise Otis            | Officière  | 2003  | juge                                                          |
| Denise Ouellet-Grenier | Officière  | 2003  | directrice de l'Ordre jusqu'en 2001                           |
| Rose Ouellette         | Chevalière | 1990  | humoriste et comédienne connue sous le pseudonyme de La Poune |
| Fernand Ouellette      | Chevalier  | 2005  | poète                                                         |
| Jean-Robert Ouimet     | Chevalier  | 1994  | administrateur                                                |